# Kazimierz Aleksander Zapolski
Kazimierz Aleksander Zapolski herbu Pobóg (zm. 1694 r.) – podkomorzy sieradzki w latach 1667–1693, stolnik brzeskokujawski w latach 1660–1676, marszałek sejmiku szadkowskiego w 1668 i 1670 roku.
Syn Zygmunta i Jadwigi z Lasockich Zapolskich, właścicieli dóbr Chojne w pow. sieradzkim. Przejął te dobra po swym ojcu nie później niż w 1687 r.
Poseł sejmiku szadkowskiego na sejm 1654 (II), 1661, 1666 (II), 1667, poseł na sejm abdykacyjny 1668 roku. Poseł na sejm 1662 roku z województwa sieradzkiego. Poseł na sejm konwokacyjny 1668 roku z województwa sieradzkiego. Był członkiem konfederacji generalnej zawiązanej 5 listopada 1668 roku na tym sejmie. Był elektorem Michała Korybuta Wiśniowieckiego z województwa sieradzkiego w 1669 roku, jako deputat podpisał jego pacta conventa. Poseł sieradzki na sejm zwyczajny 1670 roku. Poseł sejmiku sieradzkiego na sejm koronacyjny 1676 roku, sejm 1677 roku, sejm 1678/1679 roku, sejm 1683 roku. 
W 1674 roku był elektorem Jana III Sobieskiego z województwa sieradzkiego. 
Zmarł w 1694 r. Na jego pogrzebie kazania głosił Franciszek Poniński, jezuita i teolog, co świadczy o zaangażowaniu Zapolskiego w rozwój zakonu jezuitów.